# Karpacz
Karpacz là một thị trấn thuộc huyện Jeleniogórski, tỉnh Dolnośląskie ở miền tây nam Ba Lan. Thị trấn có diện tích 39 km². Đến ngày 1 tháng 1 năm 2011, dân số của thị trấn là 4932 người và mật độ 130 người/km².